# HSF1
HSF1 (англ. Heat shock transcription factor 1) – білок, який кодується однойменним геном, розташованим у людей на короткому плечі 8-ї хромосоми. Довжина поліпептидного ланцюга білка становить 529 амінокислот, а молекулярна маса — 57 260.
| 10         |  | 20         |  | 30         |  | 40         |  | 50         |
| ---------- |  | ---------- |  | ---------- |  | ---------- |  | ---------- |
| MDLPVGPGAA |  | GPSNVPAFLT |  | KLWTLVSDPD |  | TDALICWSPS |  | GNSFHVFDQG |
| QFAKEVLPKY |  | FKHNNMASFV |  | RQLNMYGFRK |  | VVHIEQGGLV |  | KPERDDTEFQ |
| HPCFLRGQEQ |  | LLENIKRKVT |  | SVSTLKSEDI |  | KIRQDSVTKL |  | LTDVQLMKGK |
| QECMDSKLLA |  | MKHENEALWR |  | EVASLRQKHA |  | QQQKVVNKLI |  | QFLISLVQSN |
| RILGVKRKIP |  | LMLNDSGSAH |  | SMPKYSRQFS |  | LEHVHGSGPY |  | SAPSPAYSSS |
| SLYAPDAVAS |  | SGPIISDITE |  | LAPASPMASP |  | GGSIDERPLS |  | SSPLVRVKEE |
| PPSPPQSPRV |  | EEASPGRPSS |  | VDTLLSPTAL |  | IDSILRESEP |  | APASVTALTD |
| ARGHTDTEGR |  | PPSPPPTSTP |  | EKCLSVACLD |  | KNELSDHLDA |  | MDSNLDNLQT |
| MLSSHGFSVD |  | TSALLDLFSP |  | SVTVPDMSLP |  | DLDSSLASIQ |  | ELLSPQEPPR |
| PPEAENSSPD |  | SGKQLVHYTA |  | QPLFLLDPGS |  | VDTGSNDLPV |  | LFELGEGSYF |
| SEGDGFAEDP |  | TISLLTGSEP |  | PKAKDPTVS  |  |            |  |            |

A: Аланін

C: Цистеїн

D: Аспарагінова кислота

E: Глутамінова кислота

F: Фенілаланін

G: Гліцин

H: Гістидин

I: Ізолейцин

K: Лізин

L: Лейцин

M: Метіонін

N: Аспарагін

P: Пролін

Q: Глутамін

R: Аргінін

S: Серин

T: Треонін

V: Валін

W: Триптофан

Кодований геном білок за функціями належить до активаторів, фосфопротеїнів. 
Задіяний у таких біологічних процесах, як процесинг мРНК, відповідь на стрес, транскрипція, регуляція транскрипції, транспорт, пошкодження ДНК, репарація ДНК, транспорт мРНК, ацетилювання, альтернативний сплайсинг. 
Білок має сайт для зв'язування з ДНК. 
Локалізований у цитоплазмі, цитоскелеті, ядрі, хромосомах, центромерах, кінетохорі.